# Atrato

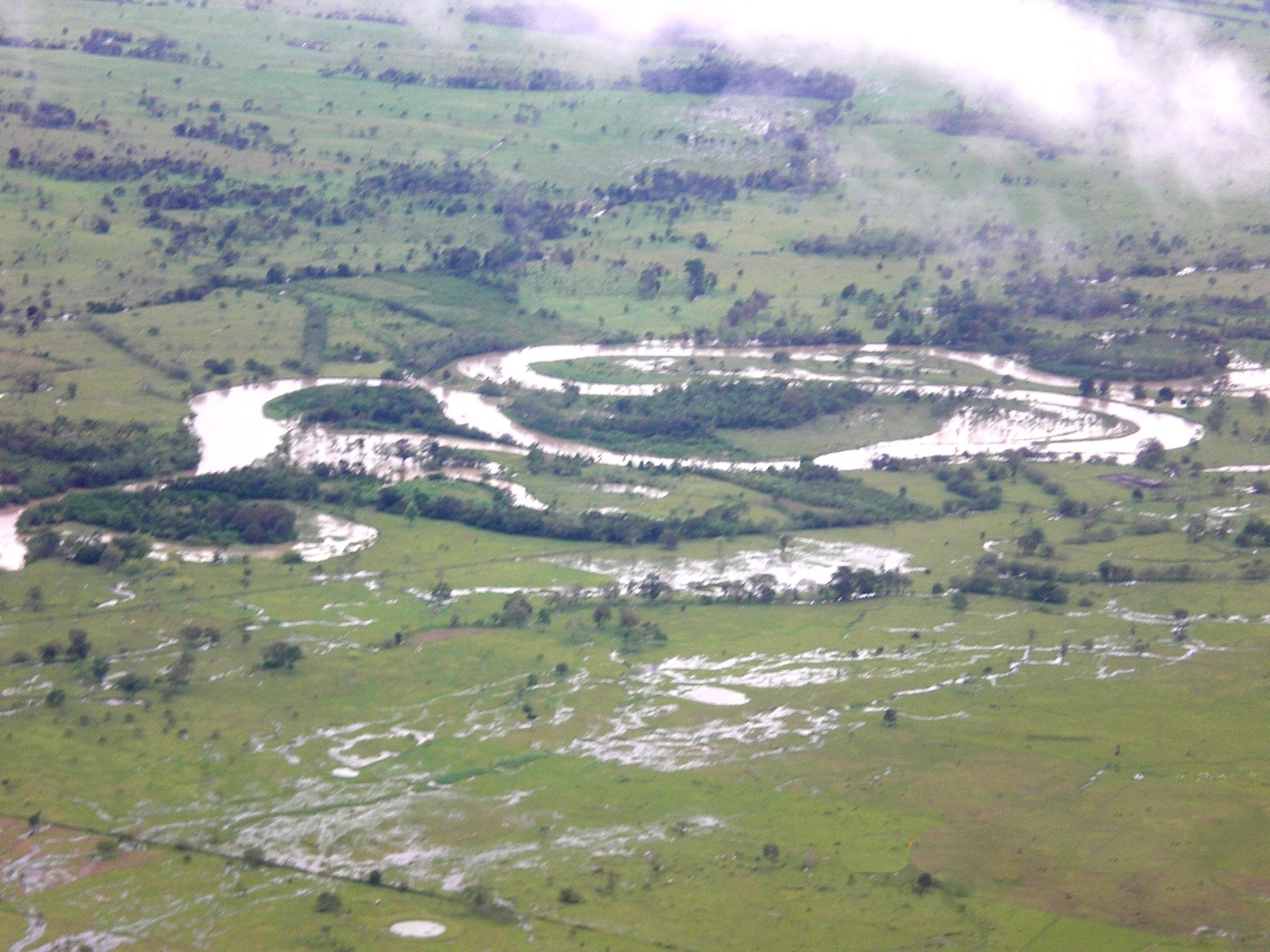
Atratofloden

Atrato är en flod i nordvästra Colombia. Floden är 670 km lång och är farbar cirka 400 km, fram till Quibdó. Den rinner upp i Cordillera Occidentals höjder i Anderna och flyter rakt norrut till Urabáviken, där den bildar ett stort sumpigt delta. Atrato för med sig en stor mängd sediment, vilket gör att Urabáviken snabbt fylls av detta. Floden flyter genom departementet Chocó och bildar därför gräns med Antioquia vid två tillfällen.
Då floden rinner genom en smal dalgång mellan två bergskedjor, har den endast korta bifloder. De största är Río Truando, Río Sucio och Río Murri. 
Guld- och platinagruvorna i Chocó finns i en del av Atratos sammanflöde, och flodsanden är rik på svavelkis. Gruvdrift och dess giftiga rester har påverkat floden och miljön negativt, skadat livsmiljön för många arter och påverkat de etniska folkgrupperna. Det är till största delen afrocolombianerna och ursprungsamerikaner som lever längs floden. Floden är en av få möjligheterna att förflytta sig i Chocó-regionen.
Nordvästra Colombia omfattar ett område med stor mångfald av vilda djur. Under eran pleistocen var området täckt av hav där Atrato nu flyter samman med Caucafloden–Magdalenafloden. Det har föreslagits att detta blev en geografisk barriär som kan ha fått många arter att divergera genom processen med allopatrisk utbredning. Till exempel föreslog Philip Hershkovitz att bomullshuvudtamarinen (Saguinus oedipus) och vitfotad tamarinen (Saguinus leocopus) divergerade på grund av uppkomsten av Atrato, och idag är de huvudsakligen åtskilda av floden.

## Historia
Under 1800- och tidigt 1900-tal väckte floderna San Juan och Atrato stor uppmärksamhet som en del av en möjlig väg för en transistmisk kanal i Colombia. William Kennish, en ingenjör och uppfinnare från Isle of Man och veteran från Royal Navy, föreslog en akvedukt som skulle använda Atratofloden och dess biflod, Truandofloden, för att möjliggöra sjöfart genom Panamanäset. Efter att ha publicerat en rapport 1855 om detta förslag till ett företag i New York, valdes han att vägleda en amerikansk militärexpedition för att utforska och kartlägga det föreslagna projektet i Colombia. I början av 1900-talet byggde USA istället Panamakanalen.
I november 2016 beslutade Colombias författningsdomstol att Atratoflodens avrinningsområde ska ha rättigheter till "skydd, bevarande, underhåll och restaurering." Denna dom kom till följd av försämringen av flodbäckenet på grund av gruvdrift, vilket har påverkat naturen negativt och skadat afrocolombianska befolkningar och ursprungsbefolkningar och deras kulturer. Domstolen hänvisade till Nya Zeelands deklaration av floden Whanganui som en juridisk person. Domstolen beordrade att ett gemensamt förmyndarskap skulle genomföras i Atratoflodens avrinningsområde. I likhet med Nya Zeelands deklaration skulle representanterna komma från den nationella regeringen och de ursprungsbefolkningar som bor i flodområdet.

### Fotnoter
1. 1 2  ”Atrato River” (på engelska). Encyclopaedia Britannica. https://www.britannica.com/place/Atrato-River. Läst 5 december 2021.
2. ↑  ”Dangers of the Darien Gap” (på engelska). blog.gerbergear.com. 18 januari 2018. https://blog.gerbergear.com/challenge/where-the-road-ends/travel-log/dangers-darien-gap/. Läst 5 december 2021.
3. ↑  ”A River with Rights: Community Response to Illegal Gold Mining in Chocó, Colombia” (på engelska). ABColombia. 8 februari 2019. https://www.abcolombia.org.uk/a-river-with-rights-community-response-to-illegal-gold-mining-in-choco-colombia/. Läst 5 december 2021.
4. 1 2  Hershkovitz, P (1977) (på engelska). Living New World Monkeys (Platyrrhini): with an introduction to Primates. https://archive.org/details/livingnewworldmo0001hers. Läst 5 december 2021
5. ↑  Stimpson, Robert (2011) (på engelska). William Kennish Manninagh Dooie - True Manxman (1st). Ramsey, Isle of Man: Lily. ISBN 9781907945083. http://www.william-kennish.com. Läst 5 december 2021
6. ↑  ”Interoceanic river aqueduct connecting the Pacific and Atlantic Oceans: [Colombia (map)”] (på engelska). Library of Congress. 20 juni 2025. https://www.loc.gov/resource/g5292h.lh000249/. Läst 5 december 2021.
7. ↑  ”Press Release: Colombia Constitutional Court Finds Atrato River Possesses Rights” (på engelska). CELDF. 4 maj 2017. https://celdf.org/2017/05/press-release-colombia-constitutional-court-finds-atrato-river-possesses-rights/. Läst 5 december 2021.